# 이브라히마 음바예
이브라히마 음바예(프랑스어: Ibrahima Mbaye, 1994년 11월 19일 ~ )는 세네갈의 축구 선수로, 현재 이탈리아 세리에 B의 레자나에서 수비수로 활약하고 있다.

## 구단 경력
음바예는 세네갈 다카르 교외의 게디아와예에서 태어났다. 그는 2010년 여름 이탈리아 클럽 인터 밀란과 계약하기 전 유소년 축구 아카데미 에투일 루시타나에 입단했다. 음바예는 16세 생일을 맞이하여 2011년 1월에 인터 밀란에 정식으로 입단하여 17세 이하의 유소년 팀에 들어갔다. 2011-12 시즌, 음바예는 안드레아 스트라마초니 감독이 이끄는 클럽의 리저브 팀인 인터 밀란으로 승격되었다. 스트라마치오니 감독이 이끄는 2011-12 넥스트젠 시리즈와 다니엘레 베르나자니 감독이 이끄는 리그에서 스트라마치오니 감독이 이끄는 팀은 스트라마치오니 감독이 이끄는 2011-12 넥스트젠 시리즈에서 우승을 차지했다. 스트라마치오니 감독은 음바예를 2012년 4월 28일에 1군으로 승격시켰다. 하지만, 그 축구선수는 벤치를 포함한 팀 라인업에서 처음 제외되었다.

## 국가대표팀 경력
음바예는 2015년 아프리카 네이션스컵 예선 전 기간인 2014년 10월에 국제 무대에 데뷔하였다. 그는 다카르에서 열린 튀니지와의 경기를 위해 알랭 기레스 감독에 의해 차출되었다. 그리고 나서 그는 튀니지의 복귀 전을 위해 다시 소집되었는데, 튀니지는 세네갈이 경기를 지배했음에도 불구하고 1-0으로 패배하였다. 음바예는 몇 주 후에 카이로에서 세네갈이 이집트를 상대로 경기를 치렀을 때 세 번째 국가대표팀 경기에 출전하였다. 그들은 경기를 1-0으로 이겼고, 말라위와의 한 경기를 남겨두고 세네갈은 2015년 아프리카 네이션스컵 대회에 출전할 자격을 얻었는데, 이 대회에서 음바예도 출전하였다. 통틀어, 그는 세네갈 축구 국가대표팀에서 4번의 국가대표팀 경기에 출전하였고, 세네갈 선수들 중 가장 어린 선수이다.
그는 2021년 아프리카 네이션스컵에 참가한 세네갈 선수단의 일원이었다. 세네갈 축구 국가대표팀은 대회 역사상 처음으로 우승을 차지했다.
음바예는 대회 우승 이후 세네갈의 대통령 마키 살에 의해 사자 훈장의 그랜드 오피서로 임명되었다.